# Kohila
Kohila (deutsch: Koil bzw. Kappakoil) ist eine Landgemeinde im estnischen Kreis Rapla mit einer Fläche von 230,2 km². Sie hat 7.819 Einwohner (1. Januar 2025). Kohila liegt im Norden des Landkreises, ca. 33 km von Tallinn und 22 km von Rapla entfernt.
Neben dem Hauptort Kohila (3549 Einwohner) gehören zur Landgemeinde heute die Großdörfer Hageri und Prillimäe sowie die Dörfer Aandu, Adila, Aespa, Angerja, Hageri, Kadaka, Lohu, Loone, Lümandu, Masti, Mälivere, Pahkla, Pihali, Pukamäe, Põikma, Rabivere, Rootsi, Salutaguse, Sutlema, Urge und Vilivere.

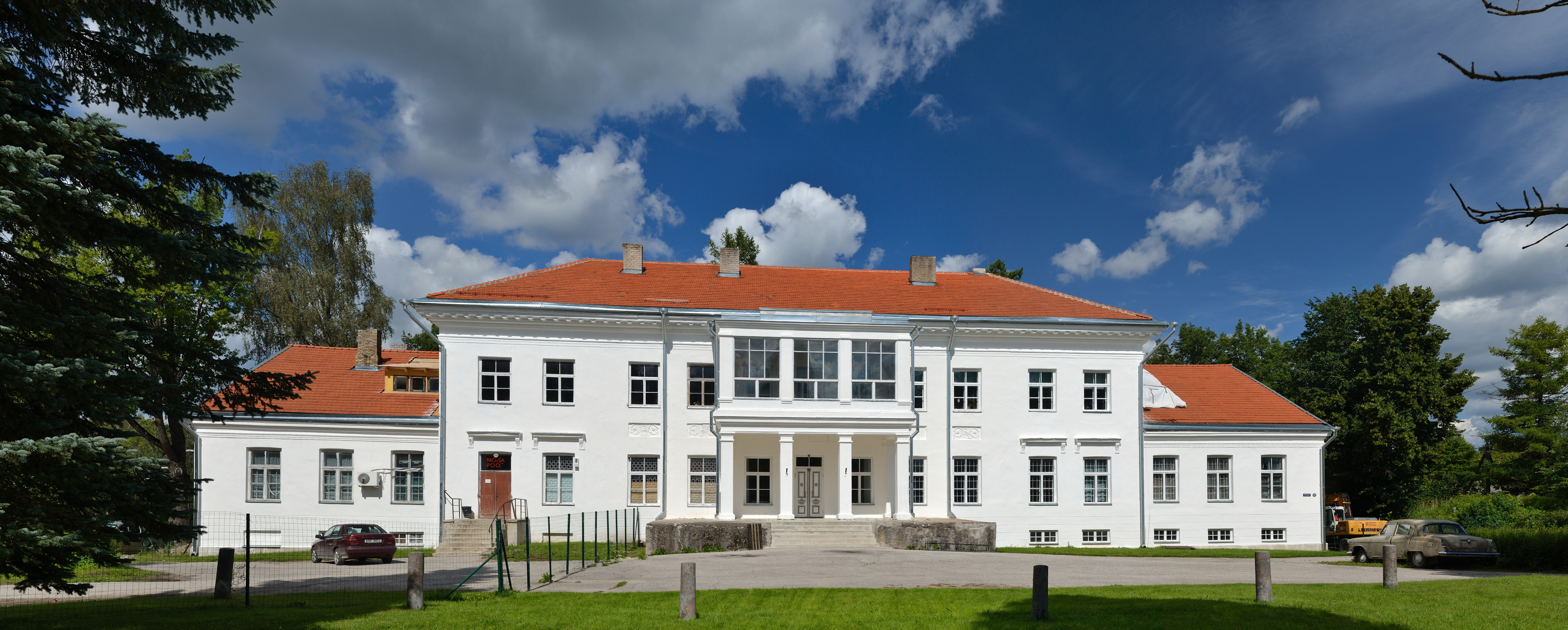
Historisches Gutshaus von Kohila/Koil
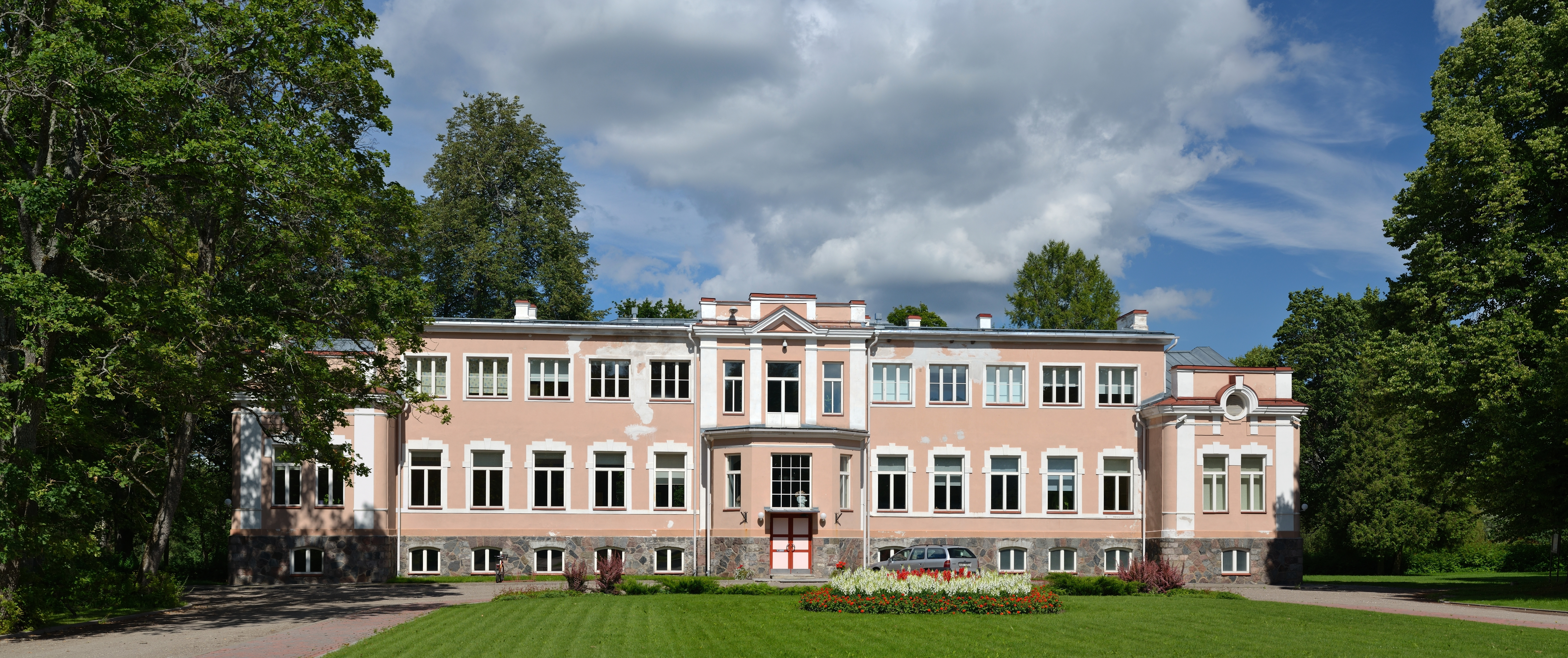
Historisches Gutshaus von Tohisoo/Tois
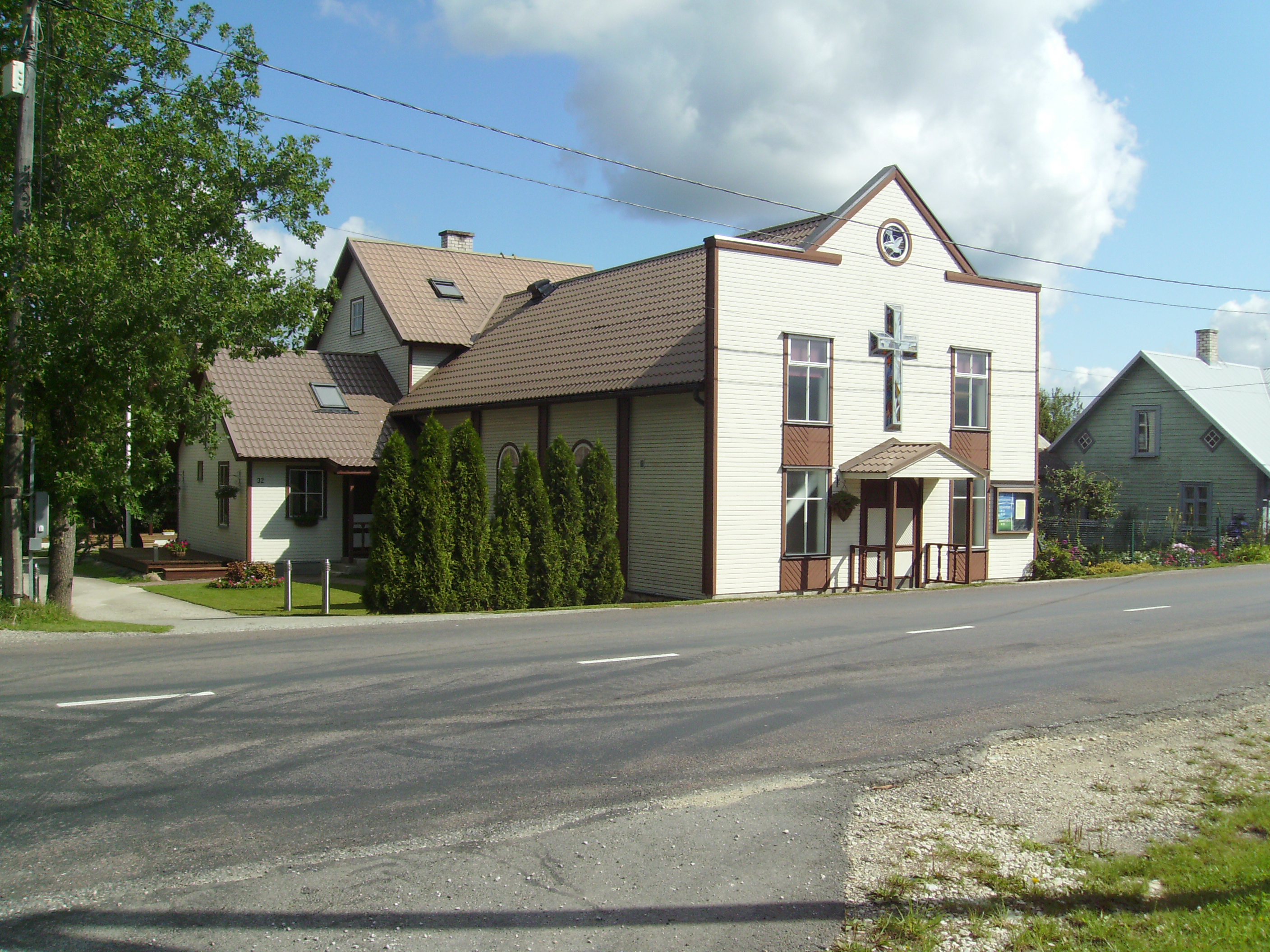
Baptistenkirche in Kohila/Koil
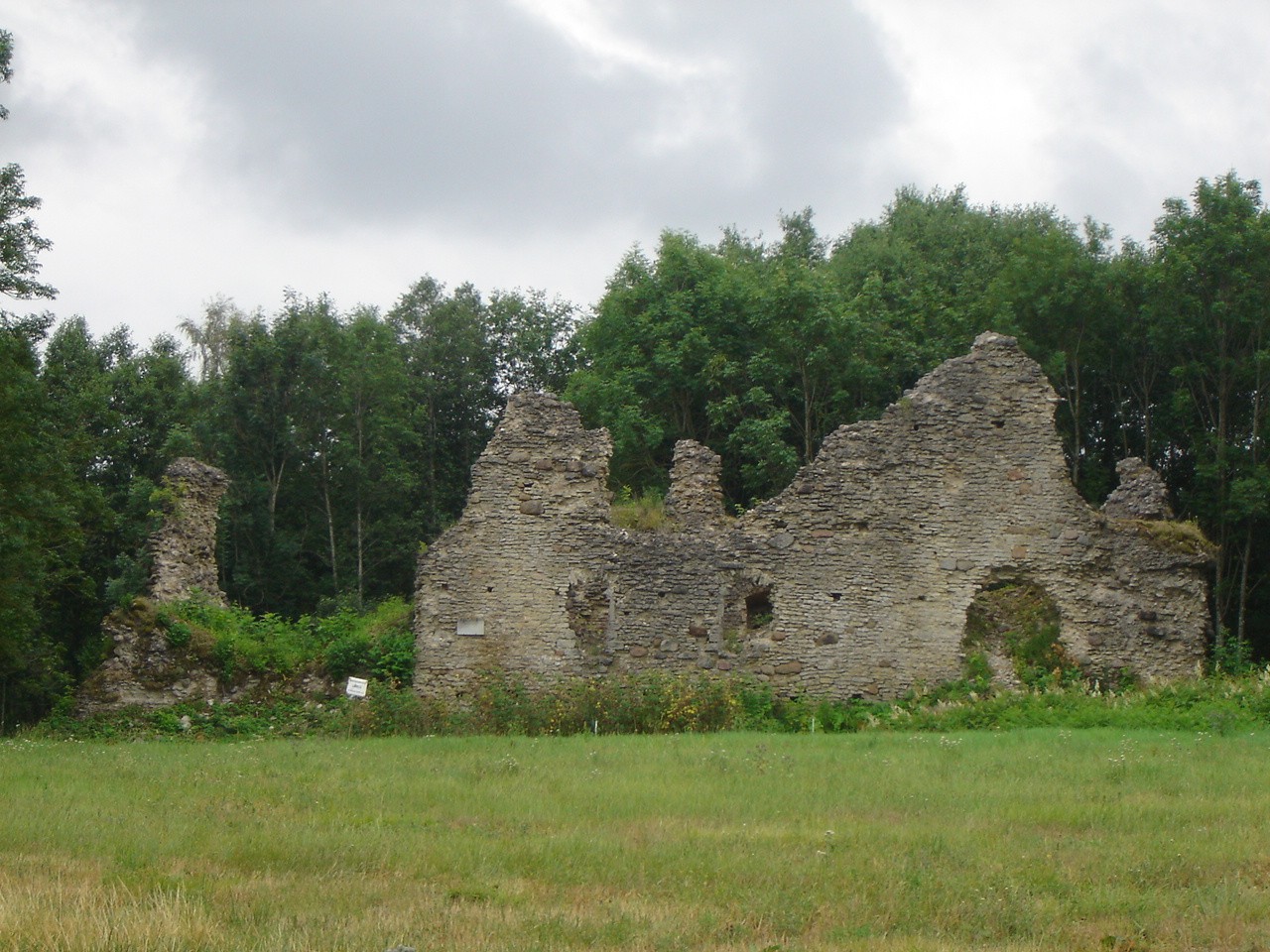
Ruine von Burg Angern

## Verkehr
Die Straßen Põhimaantee 4 (Via Baltica) und Põhimaantee 2 führen westlich bzw. östlich am Gemeindegebiet Kohila vorbei. Der Bahnhof Kohila liegt an der Bahnstrecke Tallinn–Viljandi. Ein weiterer Bahnhof wird in Zusammenhang mit der Neubaustrecke Rail Baltica im Dorf Urge errichtet.

## Söhne und Töchter der Gemeinde
- Enver Jääger (* 1982), estnischer Fußballspieler
- Enar Jääger (* 1984), estnischer Fußballspieler